# Christiana eburnea
Christiana eburnea là một loài thực vật có hoa trong họ Cẩm quỳ. Loài này được (Sprague) Kubitzki mô tả khoa học đầu tiên năm 1995.